# ISU Junior Grand Prix w łyżwiarstwie figurowym 2016/2017
ISU Junior Grand Prix w łyżwiarstwie figurowym 2016/2017 – 20. edycja zawodów w łyżwiarstwie figurowym w kategorii juniorów. Zawodnicy podczas tego sezonu wystąpili w siedmiu zawodach tego cyklu rozgrywek. Rywalizacja rozpoczęła się w Saint-Gervais-les-Bains 24 sierpnia, a zakończyła się finałem JGP w Marsylii, który odbył się w dniach 8–11 grudnia 2016 roku.

## Kalendarium zawodów
| Lp. | Data                              | Miejsce                 | Zawody                  | Źr. |
| --- | --------------------------------- | ----------------------- | ----------------------- | --- |
| 1   | 24–28 sierpnia 2016               | Saint-Gervais-les-Bains | JGP we Francji          |     |
| 2   | 31 sierpnia – 4 września 2016     | Ostrawa                 | JGP w Czechach          |     |
| 3   | 7–11 września 2016                | Jokohama                | JGP w Japonii           |     |
| 4   | 14–18 września 2016               | Sarańsk                 | JGP w Rosji             |     |
| 5   | 21–25 września 2016               | Lublana                 | JGP w Słowenii          |     |
| 6   | 28 września – 2 października 2016 | Tallinn                 | JGP w Estonii           |     |
| 7   | 5–9 października 2016             | Drezno                  | JGP w Niemczech         |     |
| 8   | 8–11 grudnia 2016                 | Marsylia                | Finał Junior Grand Prix |     |

## Medaliści

### Soliści
| Zawody    | 1. miejsce        | 2. miejsce        | 3. miejsce         | Źr.   |
| --------- | ----------------- | ----------------- | ------------------ | ----- |
| Francja   | Roman Sawosin     | Ilja Skirda       | Koshiro Shimada    | [ 1 ] |
| Czechy    | Dmitrij Alijew    | Alexei Krasnozhon | Roman Sawosin      | [ 2 ] |
| Japonia   | Cha Jun-hwan      | Vincent Zhou      | Aleksiej Jerochow  | [ 3 ] |
| Rosja     | Aleksandr Samarin | Andrew Torgashev  | Matyáš Bělohradský | [ 4 ] |
| Słowenia  | Alexei Krasnozhon | Ilja Skirda       | Kazuki Tomono      | [ 5 ] |
| Estonia   | Aleksandr Samarin | Roman Sadovsky    | Vincent Zhou       | [ 6 ] |
| Niemcy    | Cha Jun-hwan      | Conrad Orzel      | Mitsuki Sumoto     | [ 7 ] |
| Finał JGP | Dmitrij Alijew    | Aleksandr Samarin | Cha Jun-hwan       | [ 8 ] |

### Solistki
| Zawody    | 1. miejsce          | 2. miejsce               | 3. miejsce             | Źr.    |
| --------- | ------------------- | ------------------------ | ---------------------- | ------ |
| Francja   | Alina Zagitowa      | Kaori Sakamoto           | Rin Nitaya             | [ 9 ]  |
| Czechy    | Anastasija Gubanowa | Rika Kihira              | Alisa Łozko            | [ 10 ] |
| Japonia   | Kaori Sakamoto      | Marin Honda              | Mako Yamashita         | [ 11 ] |
| Rosja     | Polina Curska       | Stanisława Konstantinowa | Jelizawieta Nugumanowa | [ 12 ] |
| Słowenia  | Rika Kihira         | Marin Honda              | Alina Zagitowa         | [ 13 ] |
| Estonia   | Polina Curska       | Jelizawieta Nugumanowa   | Mako Yamashita         | [ 14 ] |
| Niemcy    | Anastasija Gubanowa | Yuna Shiraiwa            | Lim Eun-soo            | [ 15 ] |
| Finał JGP | Alina Zagitowa      | Anastasija Gubanowa      | Kaori Sakamoto         | [ 16 ] |

### Pary sportowe
| Zawody    | 1. miejsce                                  | 2. miejsce                              | 3. miejsce                              | Źr.                               |
| --------- | ------------------------------------------- | --------------------------------------- | --------------------------------------- | --------------------------------- |
| Francja   | Konkurencja nie została rozegrana           | Konkurencja nie została rozegrana       | Konkurencja nie została rozegrana       | Konkurencja nie została rozegrana |
| Czechy    | Anna Dušková / Martin Bidař                 | Amina Atachanowa / Ilja Spiridonow      | Chelsea Liu / Brian Johnson             | [ 17 ]                            |
| Japonia   | Konkurencja nie została rozegrana           | Konkurencja nie została rozegrana       | Konkurencja nie została rozegrana       | Konkurencja nie została rozegrana |
| Rosja     | Anastasija Miszyna / Władisław Mirzojew     | Aleksandra Bojkowa / Dmitrij Kozłowskij | Jekaterina Borisowa / Dmitrij Sopot     | [ 18 ]                            |
| Słowenia  | Konkurencja nie została rozegrana           | Konkurencja nie została rozegrana       | Konkurencja nie została rozegrana       | Konkurencja nie została rozegrana |
| Estonia   | Jekatierina Aleksandrowska / Harley Windsor | Alina Ustimkina / Nikita Wołodin        | Jekaterina Borisowa / Dmitrij Sopot     | [ 19 ]                            |
| Niemcy    | Anastasija Miszyna / Władisław Mirzojew     | Anna Dušková / Martin Bidař             | Alina Ustimkina / Nikita Wołodin        | [ 20 ]                            |
| Finał JGP | Anastasija Miszyna / Władisław Mirzojew     | Anna Dušková / Martin Bidař             | Aleksandra Bojkowa / Dmitrij Kozłowskij | [ 21 ]                            |

### Pary taneczne
| Zawody    | 1. miejsce                          | 2. miejsce                               | 3. miejsce                           | Źr.    |
| --------- | ----------------------------------- | ---------------------------------------- | ------------------------------------ | ------ |
| Francja   | Angélique Abachkina / Louis Thauron | Christina Carreira / Anthony Ponomarenko | Sofja Poliszczuk / Aleksandr Wachnow | [ 22 ] |
| Czechy    | Lorraine McNamara / Quinn Carpenter | Nicole Kuzmich / Alexandr Sinicyn        | Arina Uszakowa / Maksim Niekrasow    | [ 23 ] |
| Japonia   | Rachel Parsons / Michael Parsons    | Anastasija Szpilewaja / Grigorij Smirnow | Angélique Abachkina / Louis Thauron  | [ 24 ] |
| Rosja     | Ałła Łoboda / Pawieł Drozd          | Christina Carreira / Anthony Ponomarenko | Sofja Szewczenko / Igor Jeriomienko  | [ 25 ] |
| Słowenia  | Lorraine McNamara / Quinn Carpenter | Sofja Poliszczuk / Aleksandr Wachnow     | Anastasija Skopcowa / Kiriłł Aloszyn | [ 26 ] |
| Estonia   | Ałła Łoboda / Pawieł Drozd          | Anastasija Skopcowa / Kiriłł Aloszyn     | Chloe Lewis / Logan Bye              | [ 27 ] |
| Niemcy    | Rachel Parsons / Michael Parsons    | Anastasija Szpilewaja / Grigorij Smirnow | Arina Uszakowa / Maksim Niekrasow    | [ 28 ] |
| Finał JGP | Rachel Parsons / Michael Parsons    | Ałła Łoboda / Pawieł Drozd               | Lorraine McNamara / Quinn Carpenter  | [ 29 ] |

## Klasyfikacje punktowe
| Miejsce w zawodach | Liczba punktów   | Liczba punktów              |
| Miejsce w zawodach | Soliści Solistki | Pary sportowe Pary taneczne |
| ------------------ | ---------------- | --------------------------- |
| 1.                 | 15               | 15                          |
| 2.                 | 13               | 13                          |
| 3.                 | 11               | 11                          |
| 4.                 | 9                | 9                           |
| 5.                 | 7                | 7                           |
| 6.                 | 5                | 5                           |
| 7.                 | 4                | 4                           |
| 8.                 | 3                | 3                           |
| 9.                 | 2                | —                           |
| 10.                | 1                | —                           |

Awans do finału Junior Grand Prix zdobywa 6 najlepszych zawodników/par w każdej z konkurencji.
Pomimo uzyskania kwalifikacji do finału Junior Grand Prix, z zawodów finałowych wycofała się Rosjanka Polina Curska i rosyjska para sportowa Jekaterina Borisowa / Dmitrij Sopot. Zostali zastąpieni przez zawodników zajmujących 7. miejsce w klasyfikacji punktowej: Rosjankę Jelizawietę Nugumanową i australijską parę sportową Jekatierina Aleksandrowska / Harley Windsor.
| Poz.                                                  | Zawodnik                                              | Punkty                                                |
| Miejsca 1–6: kwalifikacja do Finału Junior Grand Prix | Miejsca 1–6: kwalifikacja do Finału Junior Grand Prix | Miejsca 1–6: kwalifikacja do Finału Junior Grand Prix |
| ----------------------------------------------------- | ----------------------------------------------------- | ----------------------------------------------------- |
| 1                                                     | Aleksandr Samarin                                     | 30                                                    |
| 2                                                     | Cha Jun-hwan                                          | 30                                                    |
| 3                                                     | Alexei Krasnozhon                                     | 28                                                    |
| 4                                                     | Roman Sawosin                                         | 26                                                    |
| 5                                                     | Ilja Skirda                                           | 26                                                    |
| 6                                                     | Dmitrij Alijew                                        | 24                                                    |
| Miejsca 7–9: rezerwa do Finału Junior Grand Prix      |                                                       |                                                       |
| 7                                                     | Vincent Zhou                                          | 24                                                    |
| 8                                                     | Andrew Torgashev                                      | 22                                                    |
| 9                                                     | Roman Sadovsky                                        | 20                                                    |

| Poz.                                                  | Zawodniczka                                           | Punkty                                                |
| Miejsca 1–6: kwalifikacja do Finału Junior Grand Prix | Miejsca 1–6: kwalifikacja do Finału Junior Grand Prix | Miejsca 1–6: kwalifikacja do Finału Junior Grand Prix |
| ----------------------------------------------------- | ----------------------------------------------------- | ----------------------------------------------------- |
| 1                                                     | Anastasija Gubanowa                                   | 30                                                    |
| 2                                                     | Polina Curska                                         | 30                                                    |
| 3                                                     | Rika Kihira                                           | 28                                                    |
| 4                                                     | Kaori Sakamoto                                        | 28                                                    |
| 5                                                     | Alina Zagitowa                                        | 26                                                    |
| 6                                                     | Marin Honda                                           | 26                                                    |
| Miejsca 7–9: rezerwa do Finału Junior Grand Prix      |                                                       |                                                       |
| 7                                                     | Jelizawieta Nugumanowa                                | 24                                                    |
| 8                                                     | Stanisława Konstantinowa                              | 22                                                    |
| 9                                                     | Yuna Shiraiwa                                         | 22                                                    |

| Poz.                                                  | Zawodnicy                                             | Punkty                                                |
| Miejsca 1–6: kwalifikacja do Finału Junior Grand Prix | Miejsca 1–6: kwalifikacja do Finału Junior Grand Prix | Miejsca 1–6: kwalifikacja do Finału Junior Grand Prix |
| ----------------------------------------------------- | ----------------------------------------------------- | ----------------------------------------------------- |
| 1                                                     | Anastasija Miszyna / Władisław Mirzojew               | 30                                                    |
| 2                                                     | Anna Dušková / Martin Bidař                           | 28                                                    |
| 3                                                     | Alina Ustimkina / Nikita Wołodin                      | 24                                                    |
| 4                                                     | Amina Atachanowa / Ilja Spiridonow                    | 22                                                    |
| 5                                                     | Aleksandra Bojkowa / Dmitrij Kozłowskij               | 22                                                    |
| 6                                                     | Jekaterina Borisowa / Dmitrij Sopot                   | 22                                                    |
| Miejsca 7–9: rezerwa do Finału Junior Grand Prix      |                                                       |                                                       |
| 7                                                     | Jekatierina Aleksandrowska / Harley Windsor           | 18                                                    |
| 8                                                     | Chelsea Liu / Brian Johnson                           | 18                                                    |
| 9                                                     | Lori-Ann Matte / Thierry Ferland                      | 14                                                    |

| Poz.                                                  | Zawodnicy                                             | Punkty                                                |
| Miejsca 1–6: kwalifikacja do Finału Junior Grand Prix | Miejsca 1–6: kwalifikacja do Finału Junior Grand Prix | Miejsca 1–6: kwalifikacja do Finału Junior Grand Prix |
| ----------------------------------------------------- | ----------------------------------------------------- | ----------------------------------------------------- |
| 1                                                     | Ałła Łoboda / Pawieł Drozd                            | 30                                                    |
| 2                                                     | Rachel Parsons / Michael Parsons                      | 30                                                    |
| 3                                                     | Lorraine McNamara / Quinn Carpenter                   | 30                                                    |
| 4                                                     | Angélique Abachkina / Louis Thauron                   | 26                                                    |
| 5                                                     | Christina Carreira / Anthony Ponomarenko              | 26                                                    |
| 6                                                     | Anastasija Szpilewaja / Grigorij Smirnow              | 26                                                    |
| Miejsca 7–9: rezerwa do Finału Junior Grand Prix      |                                                       |                                                       |
| 7                                                     | Anastasija Skopcowa / Kiriłł Aloszyn                  | 24                                                    |
| 8                                                     | Sofja Poliszczuk / Aleksandr Wachnow                  | 24                                                    |
| 9                                                     | Nicole Kuzmich / Alexandr Sinicyn                     | 22                                                    |